# Synagoga ve Stráži nad Nežárkou
Synagoga ve Stráži nad Nežárkou, č. p. 24, pochází snad z první poloviny 19. století. Nachází se nedaleko náměstí Emy Destinnové při silnici směrem na Třeboň.
Synagoga sloužila bohoslužebným účelům do začátku druhé světové války, poté byla používána jako skladiště, dnes je v budově obchod.

## Další fotografie

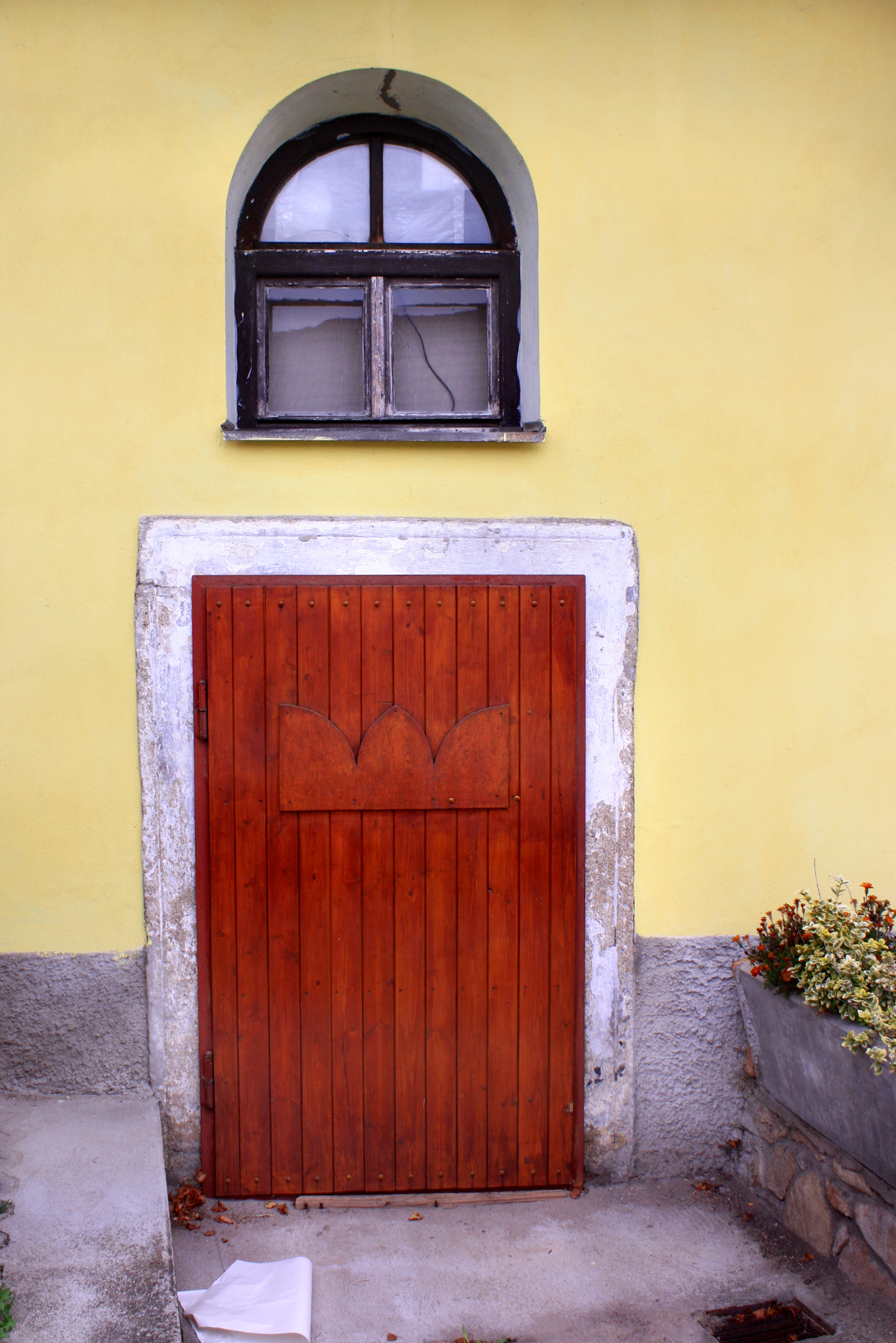
Detail dveří a okna
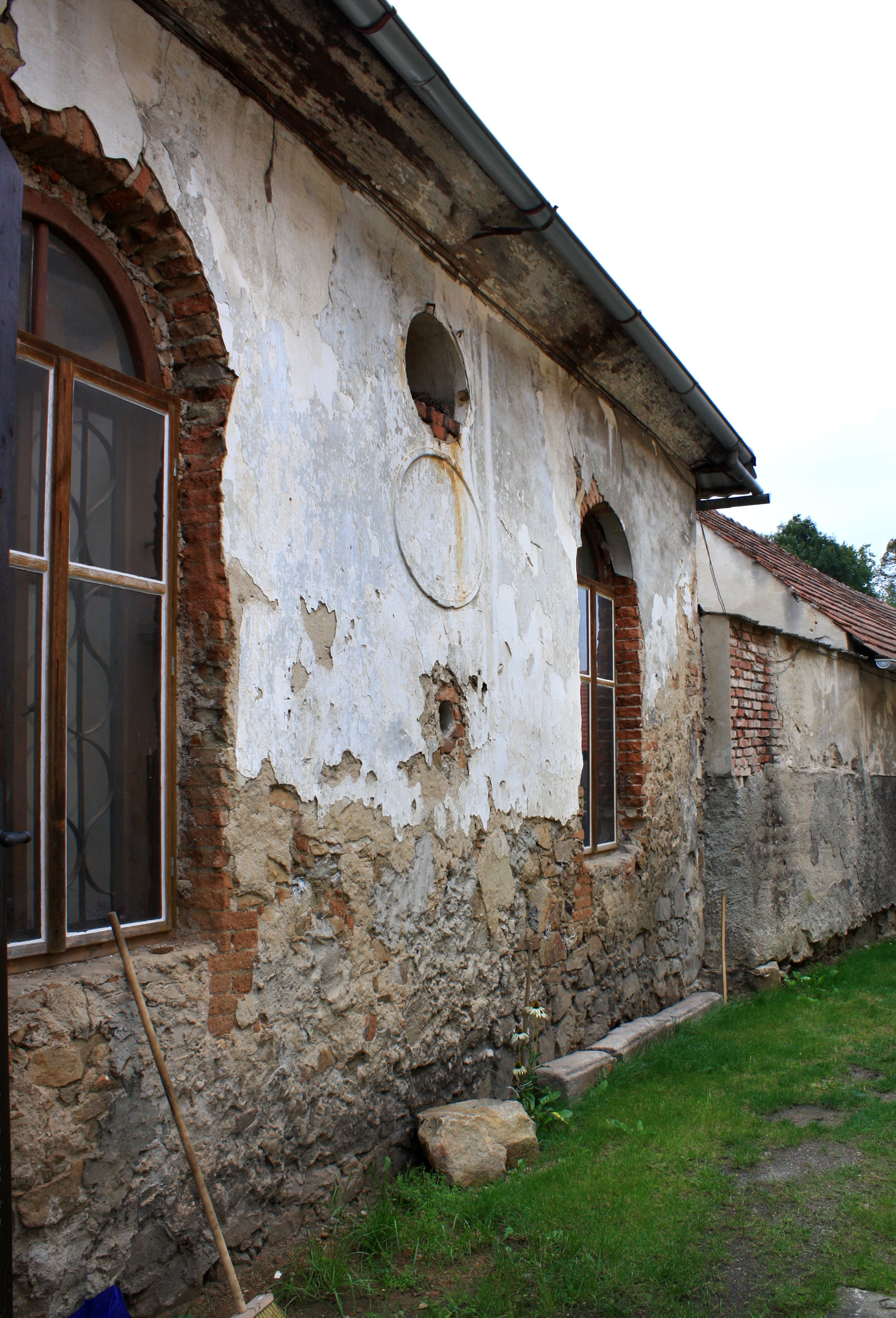
Původní zdivo zachované ve dvoře